# Victor Coroller
Victor Coroller (né le 29 janvier 1997 à Rennes) est un athlète français, spécialiste du 400 mètres haies.

## Biographie
Passé par le lycée Saint-Vincent de Rennes, il devient Champion de France cadet en 2014, Il se classe troisième des Jeux olympiques de la jeunesse à Nankin, en 51 s 19. En 2015, il remporte le titre de champion de France junior en salle du 400 m et établit le 12 juin à Colmar un nouveau record de France junior du 400 m haies en 50 s 13. Il efface ce faisant le temps de 50 s 39 de Pascal Maran obtenu en 1986 à Athènes. Le 19 juillet, il remporte la médaille d'or du 400 m haies (en 50 s 53) lors des championnats d'Europe juniors, à Eskilstuna.
Après avoir porté en juin 2017 son record personnel à 50 s 06, à deux reprises, il passe enfin sous les 50 s à Bydgoszcz en demi-finales des Championnats d'Europe espoirs 2017.
Victor Coroller est sélectionné en juillet 2017 pour les championnats du monde de Londres en août suivant. Le 6 août, lors de ces Championnats, le Français se qualifie pour les demi-finales en étant repêché au temps, en 50 s 00. Lors de la demi-finale, il chute, et est fortement ralenti, terminant sa course à la septième place, et est éliminé de ses premiers championnats du monde.
En mars 2023, il remporte la médaille d'argent du 4 × 400 m lors des championnats d'Europe en salle d'Istanbul en compagnie de Gilles Biron, Téo Andant et Muhammad Abdallah Kounta.

## Palmarès
| Date | Compétition                    | Lieu       | Résultat | Épreuve     | Temps        |
| ---- | ------------------------------ | ---------- | -------- | ----------- | ------------ |
| 2014 | Jeux olympiques de la jeunesse | Nankin     | 3e       | 400 m haies | 51 s 19      |
| 2015 | Championnats d'Europe juniors  | Eskilstuna | 1er      | 400 m haies | 50 s 53      |
| 2017 | Championnats d'Europe espoirs  | Bydgoszcz  | 4e       | 400 m haies | 49 s 96      |
| 2017 | Championnats d'Europe espoirs  | Bydgoszcz  | 3e       | 4 x 400 m   | 3 min 5 s 24 |
| 2022 | Championnats d'Europe          | Munich     | 8e       | 400 m haies | 50 s 46      |
| 2023 | Championnats d'Europe en salle | Istanbul   | 2e       | 4 × 400 m   | 3 min 6 s 52 |

## Records
| Épreuve     | Performance | Lieu      | Date            |
| ----------- | ----------- | --------- | --------------- |
| 400 m haies | 49 s 11     | Bydgoszcz | 15 juillet 2017 |